# Stilb (rivista)
Stilb è stata una rivista italiana fondata e diretta da Fabio Doplicher. L’intero titolo comprendeva la specificazione spettacolo scrittura spazio, per evidenziare le aree tematiche di cui si sarebbe occupata la pubblicazione. Il termine "Stilb" indica, in ottica, l’unità di misura della brillantezza di una superficie irraggiante, e sta ad indicare la volontà di riportare alla luce la qualità e la centralità dei linguaggi artistici, contro l’effimero baloccamento delle forme e la vuota spettacolarizzazione che andavano profilandosi in quegli anni.
Ne uscirono 18 numeri, dal gennaio 1981 al dicembre 1983, inizialmente con cadenza bimestrale, in seguito non sempre rispettata.

## Struttura e focus
La rivista ospitava in ogni numero un editoriale del direttore, che non riguardava il contenuto specifico del numero ma perseguiva un discorso generale sugli argomenti fondanti della pubblicazione. Stilb si presentava così come una rivista d’autore, sia pur orchestrata da un insieme di voci.
Fondamentale in questo senso il tema della Poesia della metamorfosi, sviluppato da Doplicher in vari manifesti critici, che insisteva sul mettere in luce la profonda trasformazione in atto nella cultura europea; la rivista in effetti intendeva proporsi come un ponte in grado di collegare proposte e linguaggi e consentirne la circolazione.
Il focus di Stilb fu soprattutto su poesia e teatro, ma si trattò anche di balletto, cinema, musica, radiotelevisione, con recensioni degli eventi più importanti. Molto spazio fu riservato alla pubblicazione di testi poetici, sia di autori noti che emergenti. Fu un periodico a respiro internazionale, europeo soprattutto ma anche extraeuropeo, con contributi di autori delle varie aree presentati da studiosi e critici specialisti.

## Impatto
Il tema fondante della Poesia della Metamorfosi troverà infine spazio nel convegno internazionale tenutosi a Fano nel 1982, organizzato da  Fabio Doplicher e Umberto Piersanti, da cui nascerà l’omonimo Centro Internazionale, diretto per circa un decennio da Doplicher e Piersanti. Per l'attività del Centro, a quel primo convegno, che aveva avuto una vasta partecipazione di poeti da ogni parte del mondo, ne seguirono altri, tra i quali un Convegno interamente dedicato ai poeti dell'allora Unione Sovietica, con una vasta partecipazione dei medesimi.
Dalla rivista, che interruppe le pubblicazioni dopo tre anni di esistenza, nacque la collana editoriale dei Quaderni di Stilb, uscita fino al 1991, che fra l’altro propose le antologie Poesia della metamorfosi: prospettive della poesia in Italia e nel mondo al passaggio degli anni '80 (a cura di Fabio Doplicher, 1984, 270 voci internazionali fra poeti, critici, traduttori), Il pensiero e il corpo (a cura di Fabio Doplicher e Umberto Piersanti, 1986, 63 poeti italiani) e Antologia europea (a cura di Fabio Doplicher, 1991, che individua aree linguistiche ancor più che geografiche).

## Contributi
Oltre allo stesso Doplicher, che intervenne con moltissimi contributi, collaborarono alla rivista numerosissimi critici e poeti, e attori e registi e coreografi con dichiarazioni e interviste (come Fellini, Olmi, Ronconi, Strehler, Bausch, Béjart).
Ecco un elenco di alcune fra le voci più note:
- Giorgio Albertazzi
- Edmonda Aldini
- Antonio Calenda
- Giorgio Caproni
- Piera Degli Esposti
- Luigi Fontanella
- Roberto Guicciardini
- Ruggero Jacobbi
- Mario Lunetta
- Romano Luperini
- Giuliano Manacorda
- Umberto Piersanti
- Lucia Poli
- Angelo Ripellino
- Amelia Rosselli
- Roberto Roversi
- Edoardo Sanguineti
- Franco Scataglini
- Mario Scaccia
- Paolo Volponi